# Jaime Hurtado
Jaime Hurtado (7 février 1937 - 17 février 1999) est un homme politique équatorien, dirigeant du MPD, branche électorale du Parti communiste marxiste-léniniste de l'Équateur (PCMLE). Hurtado a été le premier afro-équatorien élu député au Congrès national, pour la première fois en 1979. Il a également été deux fois candidat à l'élection présidentielle, en 1984 pour le MPD (6,1%) puis en 1988 pour le FIU, Front de la gauche unie (4,6%). 
Le député Hurtado ainsi que son suppléant, Pablo Tapia, et son assistant parlementaire, Wellington Borja, meurent assassinés le 17 février 1999 à Quito, à l'angle des rues Piedrahita et 6 de Diciembre, face au Palais législatif.